# Esko Salminen (historiker)
Esko Aulis Salminen, född 6 november 1937 i Jaala, död 18 december 2013 i Esbo, var en finländsk historiker. 
Salminen arbetade 1962–1979 som journalist och var 1979–1981 engagerad som forskare i ett stort presshistoriskt projekt vid Helsingfors universitet, där han 1981–2002 var docent i presshistoria. Han var 1982–1998 biträdande professor och 1998–2000 professor i journalistik vid Tammerfors universitet. 
Bland hans arbeten märks ett verk från 1976 om opinionsstyrningen bland fronttrupperna under fortsättningskriget, verk från 1982 kring pressdebatten om Finlands östpolitik 1955–1962, ett verk från 1996 om bilden av Sovjetunionen/Ryssland i finsk press 1968–1991, och en redogörelse från 2004 för den marxistiskt influerade journalistutbildningen vid Tammerfors universitet på 1960-, 70- och 80-talen. 
Han deltog även i polemik mot den alltför fördragsamma synen gentemot den röda sidan under det finska inbördeskriget.